# Odontobatrachus
Odontobatrachus (лат.) — род бесхвостых земноводных (Anura), единственный в семействе Odontobatrachidae. Ранее представители данного рода находились в составе рода  Petropedetes семейства Petropedetidae, но в 2014 году были отделены в самостоятельное семейство.

## Описание
Это лягушки среднего размера, длиной до 65 мм. Кожа зернистой текстуры с железистыми бородавками. Верхние челюсти плотно усажены остроконечными, несколько загнутыми назад зубами. На нижней челюсти всего один большой острый клык. Пальцы слегка удлиненные, плоские, с крупными, в форме сердца, присосками. Первый палец короче , чем второй. Самцы имеют парные горловые мешки. У головастиков отсутствует боковая линия.

## Образ жизни
Распространение неоднородно, но там, где виды встречаются, их часто бывает очень много. Обитают на порогах быстротекущих не пересыхающих рек и в водопадах, где развиваются головастики. Хорошо развитые ноги помогают им прекрасно удерживаться и передвигаться на скользких камнях. У головастиков на брюшке есть присоска, помогающая им удерживаться в быстром потоке присосавшись к камням.
Было подтверждено, что Odontobatrachus, по крайней мере иногда, охотятся на лягушек.

## Распространение
Обитают в холмистых лесных районах Западной Африки — в Сьерра-Леоне, на севере Либерии, на юге Гвинеи и на западном побережье Кот-д'Ивуара, на высотах до 1400 м над уровнем моря.

## Классификация
На октябрь 2018 года в род включают 5 видов:
- Odontobatrachus arndti Barej et al., 2015
- Odontobatrachus fouta Barej et al., 2015
- Odontobatrachus natator (Boulenger, 1905)
- Odontobatrachus smithi Barej et al., 2015
- Odontobatrachus ziama Barej et al., 2015

## Фото

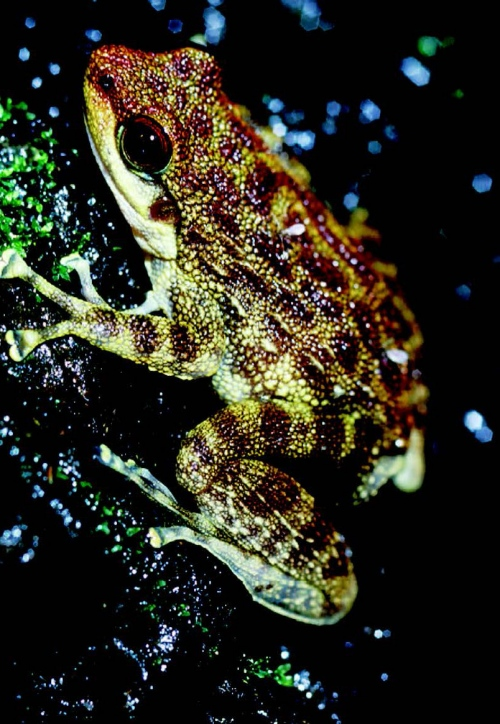
Odontobatrachus arndti
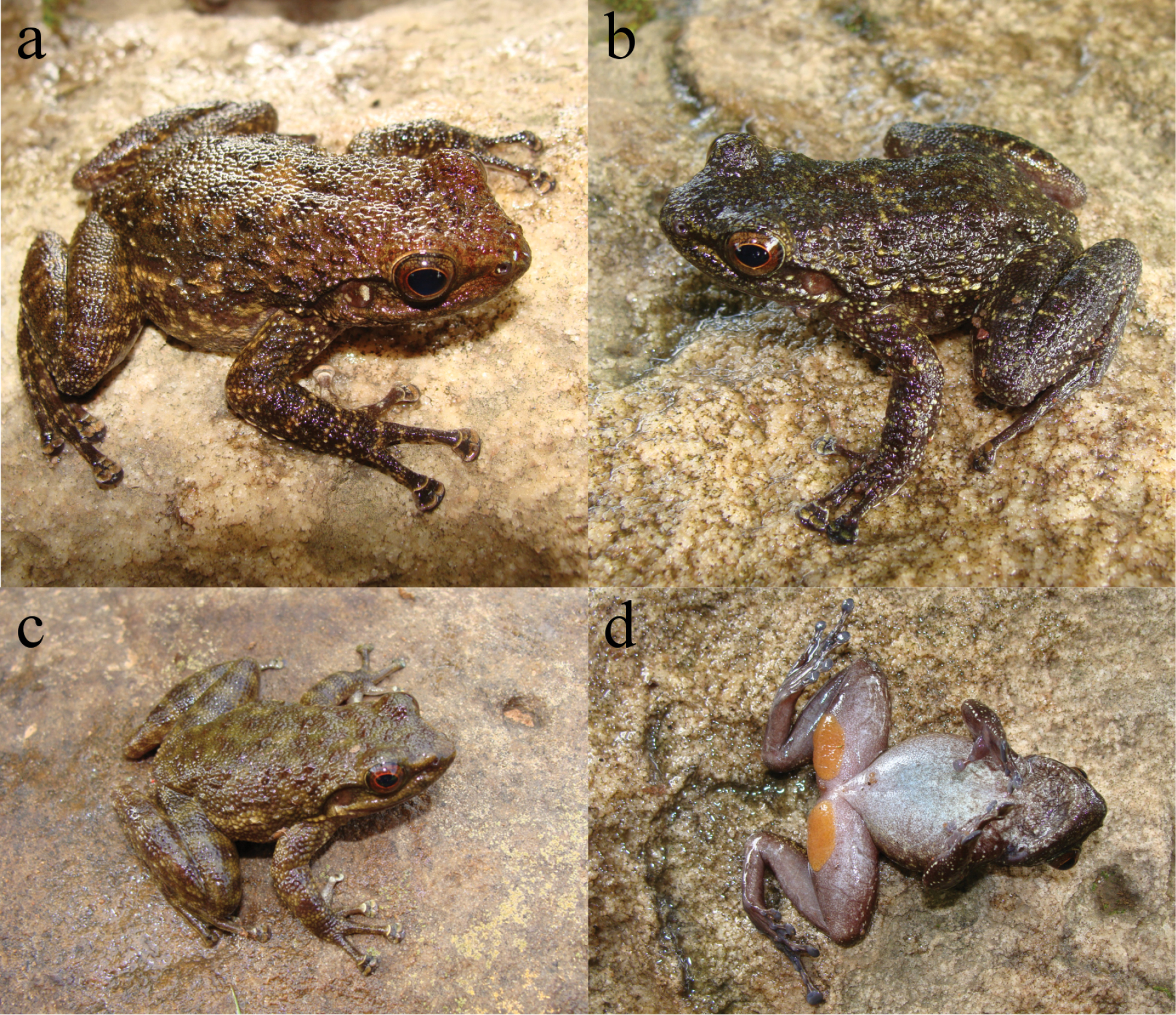
Odontobatrachus fouta
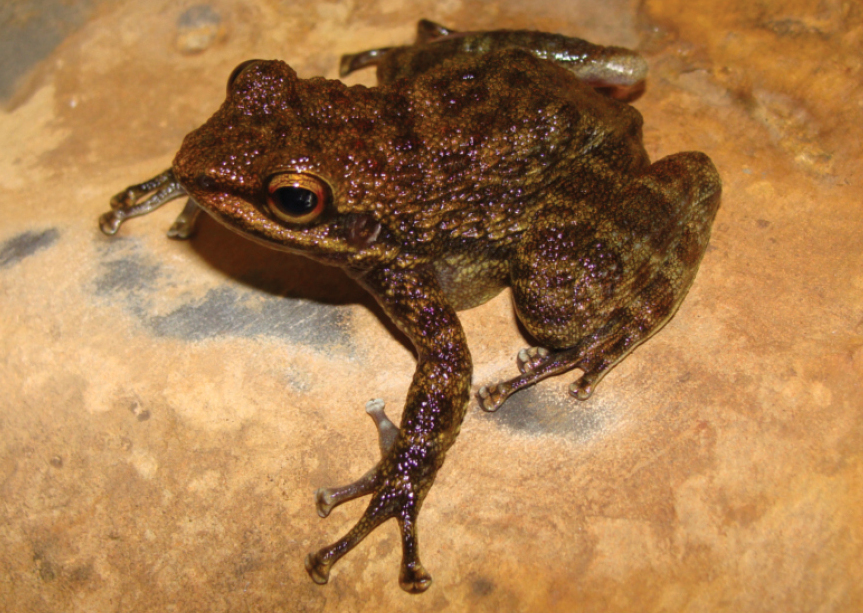
Odontobatrachus smithi